# Binele

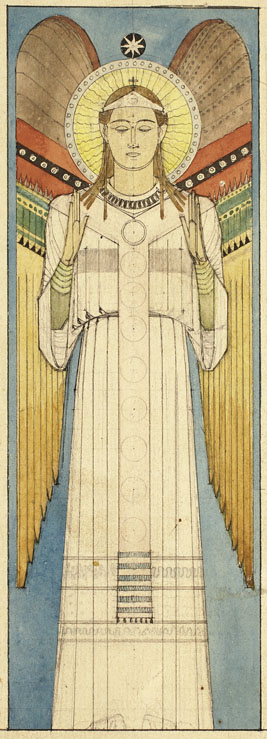
În mai multe religii, îngerii sunt considerați ființe ale binelui

Binele este valoarea dată de o acțiune individuală care este o înclinație naturală de a promova ceea ce este de dorit din punct de vedere moral, acțiune motivată de înțelegerea mediului înconjurător și a oamenilor (de exemplu, printr-un exercițiu de empatie profundă). Un set de fapte bune (acțiuni bine executate) pledează pentru ceea ce este bun pentru individul însuși.
Binele (substantiv) este considerat a fi opusul răului.